# Milan Kneževič
Milan Kneževič, slovenski šahist, * 22. september 1938, Ptuj.
Med letoma 1981 in 2011 je bil predsednik Šahovske zveze Slovenije, od tedaj je častni predsednik.

## Odlikovanja in nagrade
Leta 2002 je prejel častni znak svobode Republike Slovenije z naslednjo utemeljitvijo: »za dolgoletno organizacijsko, mentorsko in drugo prizadevno delo na šahovskem področju, še posebej za uspešno organizacijo Šahovske olimpiade na Bledu«.
Leta 2011 pa je za življenjsko delo na področju šaha prejel Bloudkovo nagrado.